# Ужердь
Ужердь (Ужерды) — река в России, протекает в Перемышльском районе Калужской области. Правый приток Оки.

## География
Река Ужердь берёт начало в районе деревни Истомино. Течёт на северо-запад. Впадает в Оку в районе села Ахлебинино.
Устье реки находится в 1094 км по правому берегу реки Ока. Длина реки составляет 29 км, площадь водосборного бассейна 136 км².

## Данные водного реестра
По данным государственного водного реестра России относится к Окскому бассейновому округу, водохозяйственный участок реки — Ока от города Калуга до города Серпухов, без рек Протва и Нара, речной подбассейн реки — бассейны притоков Оки до впадения Мокши. Речной бассейн реки — Ока.
Код объекта в государственном водном реестре — 09010100812110000021692.